# Ricard Fargas i Bolaños
Ricard Fargas i Bolaños   (Vila de Gràcia, 24 de juliol de 1935 - Barcelona, 20 de maig de 2018) fou un pilot de motociclisme, un dels millors especialistes en pujades de muntanya i en curses de resistència durant els anys 50 i 60. Juntament amb Benjamí Grau ha estat un dels més carismàtics pilots catalans de Ducati, empresa per a la filial catalana de la qual (Mototrans) treballà també com a director esportiu, cap de vendes, executiu i dissenyador.
La seva reeixida carrera esportiva li valgué els sobrenoms de Comte, El Mestre, El senyor de les Ducatis, El Príncep de Montjuïc o El Rei de la muntanya. Un cop retirat, fou possiblement el primer ex-pilot català que va fer de mànager, havent patrocinat entre d'altres a Dani Amatriaín, Joan Garriga i Carles Cardús.

## Resum biogràfic
A només 10 anys ja treballava en una farmàcia fent encàrrecs i petits treballs. Més tard, aprengué l'ofici de torner a casa d'uns amics dels seus pares i, a 14 anys, entrà a treballar a Montesa. Allí s'hi estigué tres anys fent de torner, passant després a la secció d'afinament i prototipus.
Gràcies a la seva insistència, li permeteren formar part d'un dels equips oficials de la marca en la famosa prova de Regularitat Quatre capitals catalanes, organitzada pel RMCC el 1953. A la cursa hi participaven equips formats per quatre pilots, tres de motociclistes i un d'automobilista, amb la missió d'aconseguir la mínima penalització de temps. L'equip de Fargas quedà en setzena posició, degut justament a la seva fogositat, que l'empenyia a arribar als controls massa abans d'hora, malmetent així la mitjana de regularitat exigida a l'equip. Aquest resultat fou arguït pels directius de Montesa per a justificar la seva negativa quan els demanà una Sprint per a competir, a banda de dir-li que era massa corpulent per una moto com aquella.
Poc després, Lluís Foix organitzà una cursa en una carretera vora el pantà de Foix que serviria per a cedir dues de les seves MV Agusta semioficials. Fargas n'aconseguí una i així pogué debutar amb la MV 150 cc dos temps a la popular Pujada a la Rabassada, inscrit en la categoria de 175cc, guanyant-hi i batent-ne el rècord. Com a curiositat, Fargas s'hi inscrigué amb el pseudònim de "Conde" ("Comte") a petició de Pere Permanyer, l'amo de Montesa, per motius comercials (ja que tot i córrer amb una MV, Fargas continuava treballant a Montesa).
Més tard, va córrer la Volta a Mallorca i finalment fou cridat per MV Avello a fer unes proves a Gijón, resultant-ne contractat. Tot i que la MV monoarbre no era gaire competitiva, aviat obtingué una victòria (concretament, a Sevilla, a la categoria de "força lliure"), finalitzant la temporada de 1955 en dissetena posició del Campionat d'Espanya de velocitat de 125cc.

### Amb Ducati Mototrans
La temporada 1956 la va començar amb els habituals ral·lis de regularitat, però a mitjan temporada decidí abandonar MV (desencisat en no obtenir una de les "biarbre" que li havien promès) i acceptà l'oferta d'Eusebi Andreu Virgili, fundador de Mototrans, per a córrer amb ells i ocupar el càrrec de cap de vendes de la futura companyia. Aquell any, començà a córrer amb les Ducati 98 de balancins i després passà a les Gran Sport de 100 i 125cc, aconseguint-hi resultats notables. També competí en categories inferiors amb velomotors Ducson, aconseguint la primera victòria en competició d'aquesta marca a Tarragona, el 1957.
El 1958 quedà segon a les 24 Hores de Montjuïc, aconseguint així el primer Campionat d'Espanya de resistència. Aquest any es constituí Mototrans i estigué molt atrafegat negociant amb els proveïdors la fabricació dels diversos components per als primers models Ducati produïts a Catalunya, comercialitzats a partir de 1959 (any en què quedà Subcampió d'Espanya de velocitat després de guanyar el GP Internacional de Barcelona).
Els anys següents van coincidir amb l'establiment a Catalunya de l'equip oficial de Ducati, ja que EFIM, societat italiana que administrava la marca, perdé l'interès per la competició. Així doncs, la major part del departament de competició italià es traslladà a Barcelona, entre els quals pilots de la talla de Franco Farnè, Bruno Spaggiari i Francesco Villa, a més de tècnics com ara Renato Armaroli, Piero Cavazzi i Bartolotti. A partir d'aleshores Fargas hagué d'espaiar més les seves participacions en curses, atesa l'abundància de pilots que competien ara amb Ducati i la quantitat de feina que se li havia girat a la delegació de vendes de Ducati-Mototrans, situada a la Travessera de Gràcia de Barcelona. Tot i així, seguí competint en el Campionat estatal de velocitat aconseguint-hi força podis.

### Competició internacional
Malgrat que Fargas no sovintejà la seva participació en curses europees, en les poques que va fer demostrà la seva categoria. L'any 1961 es proclamà Campió d'Europa de Resistència, després d'haver fet segon a les 24 Hores de Montjuïc i haver vençut a les 24 Hores de Warsage (Dalhem), fent parella amb Enzo Rippa als comandaments d'una Ducati 175 catalana. En aquella cursa, Fargas i Rippa varen batre tots els rècords, establint el català la volta ràpida al circuit.
Un altre èxit seu fou a la pujada de muntanya al Ventor, en què baté el campió europeu de l'especialitat Angelo Tenconi. La cursa recorria una pujada molt llarga, gairebé 22 km, que Fargas no coneixia ni havia pogut gairebé provar, ja que el dia dels entrenaments l'espessa boira va impedir circular amb normalitat. Tot i així, Fargas superà l'italià en la categoria de 350cc amb 32" de marge (més d'un per km), i de passada baté el rècord de la cursa. A més a més, tornà a guanyar després a la categoria de 500cc.
Altres circuits europeus on va córrer varen ser Pau, Cesenatico i Thruxton (Hampshire).

### "Rei de la muntanya"
Com a dominador absolut de l'especialitat de muntanya, pràcticament no hi hagué cap prova important en què no hi guanyés i en batés el rècord. Així ho feu per exemple a les pujades al Puig Major, Montserrat, Vallvidrera, Rabassada, Desert de les Palmes, Santa Creu d'Olorda, Begues, Can Massana, Les Ventoses, Les Maioles o Sant Feliu de Codines per esmentar-ne algunes, i també fora dels Països Catalans a les de Galapagar, Cerro de San Miguel o El Sotillo.

### Retirada
A finals de la temporada de 1969, en què guanyà tretze pujades, Fargas decidí de retirar-se. Tot i així, de tant tornà a participar esporàdicament en alguna pujada i en curses de resistència (amb Joan Antoni Rodés a Montjuïc i a Thruxton). El seu comiat definitiu s'esdevingué a la pujada a Montserrat de 1974, aprofitant que un gran afeccionat de la zona, Antoni Ribera Sisteró, li va retre un homenatge (lliurant-li un bell trofeu). Fargas va fer una sola de les dues pujades autoritzades en entrenaments, ja que el terra estava una mica humit, però tot i així, a 39 anys i pràcticament retirat, aconseguí el tercer lloc, batut només per Josep Maria Mallol i Quique de Juan, dos dels millors especialistes de l'època.

## Automobilisme
Una de les facetes esportives menys conegudes de Fargas és la de l'automobilisme, especialitat en què no destacà però que practicà en diverses variants. A banda de ral·lis i karts, corregué en Fórmula IV amb automòbils Guepardo (amb motor 24H potenciat fins als 28 cv), en muntanya amb De Tomaso o FIII (disputà la pujada al Montseny, vàlida per al Campionat d'Europa). També prengué part en dues edicions de les 6 Hores de Barcelona, cursa de resistència automobilística celebrada a Montjuïc.